# 루카스 바이스하이딩거
루카스 바이스하이딩거(독일어: Lukas Weißhaidinger, 1992년 2월 20일~)는 오스트리아의 육상 선수로 주 종목은 원반던지기이다. 2020년 하계 올림픽에서 남자 원반던지기 종목 동메달을 획득했고 세계 선수권 대회에서 동메달 1개(2019)를 획득했다.